# Droga wojewódzka nr 515

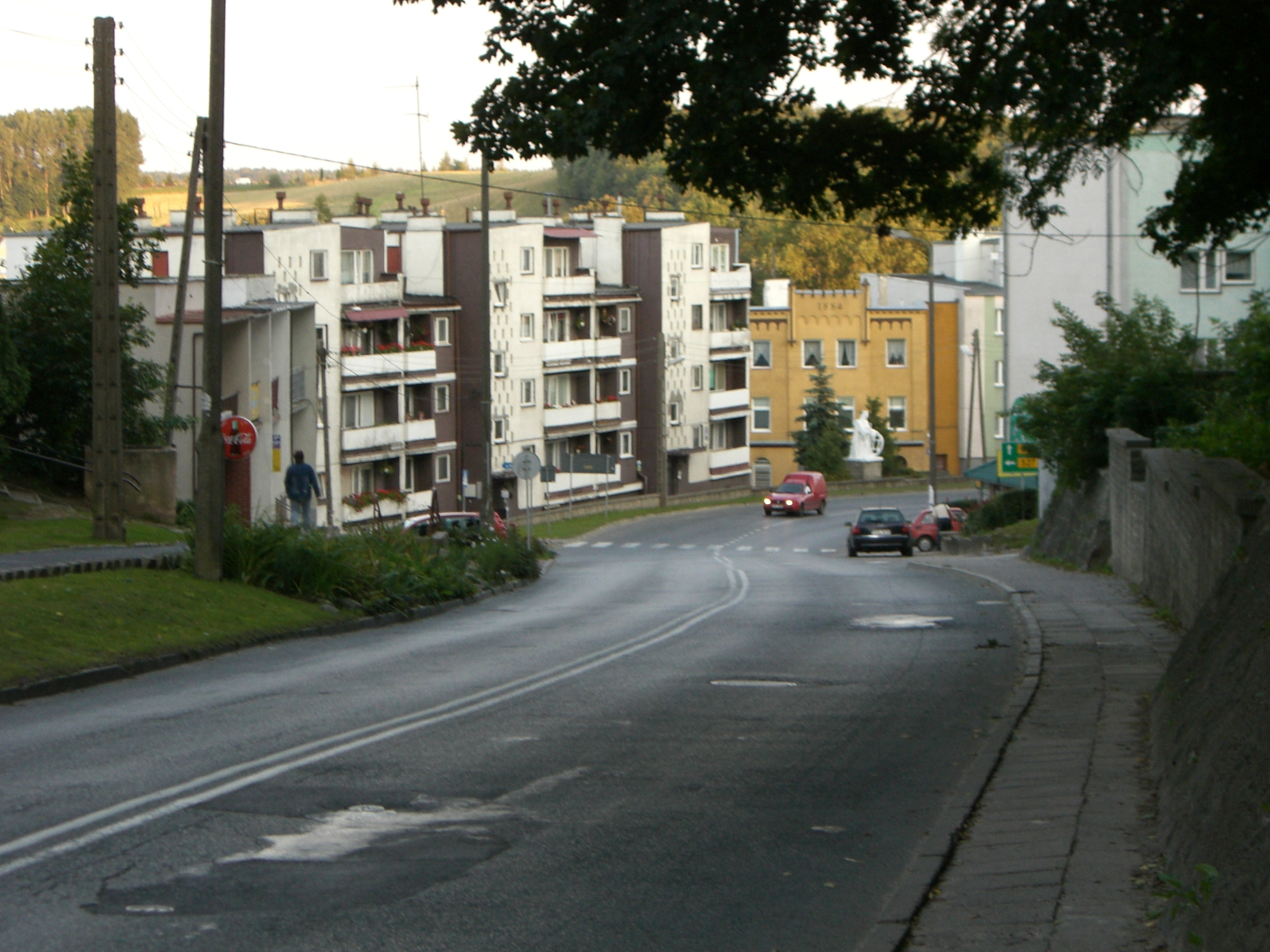
DW515 w Dzierzgoniu

Droga wojewódzka nr 515 (DW515) – droga wojewódzka łącząca Susz z Malborkiem o długości 51 km, a przez DW521 Iławę z Malborkiem.

## Dopuszczalny nacisk na oś
Od 13 marca 2021 roku na drodze dozwolony jest ruch pojazdów o nacisku pojedynczej osi napędowej do 11,5 tony, z wyjątkiem miejsc oznaczonych znakiem zakazu B-19.

### Do 13 marca 2021 r.
Wcześniej droga wojewódzka nr 515 była objęta ograniczeniami dopuszczalnego nacisku pojedynczej osi:
| Znak  | Dopuszczalny nacisk | Odcinek                                                      |
| ----- | ------------------- | ------------------------------------------------------------ |
| DW515 | do 10 ton           | Kalwa –                                                      |
| DW515 | do 8 ton            | - Susz – Dzierzgoń – - Kalwa – Nowa Wieś Malborska – Malbork |

## Miejscowości leżące przy trasie DW515
- Susz
- Różnowo
- Kamieniec
- Białe Błoto
- Stary Dzierzgoń
- Dzierzgoń
- Ramoty
- Tropy Sztumskie
- Nowa Wieś Malborska
- Malbork